# Ratang (sockenhuvudort i Kina, Tibet Autonomous Region, lat 29,72, long 89,37)
Ratang (kinesiska: Redang, 热当, Labu Qu, 拉布区, 热当乡) är en sockenhuvudort i Kina. Den ligger i den autonoma regionen Tibet, i den sydvästra delen av landet, omkring 170 kilometer väster om regionhuvudstaden Lhasa. Antalet invånare är 7 310. Befolkningen består av 3 389 kvinnor och 3 921 män. Barn under 15 år utgör 26,0 %, vuxna 15-64 år 67 %, och äldre över 65 år 6,0 %.
Runt Ratang är det glesbefolkat, med 8 invånare per kvadratkilometer. Ratang är det största samhället i trakten. Trakten runt Ratang består i huvudsak av gräsmarker.
Genomsnittlig årsnederbörd är 686 millimeter. Den regnigaste månaden är juli, med i genomsnitt 216 mm nederbörd, och den torraste är november, med 1 mm nederbörd.